# 愛洲の館
愛洲の館（あいすのやかた）は、三重県度会郡南伊勢町五ヶ所浦2366にある資料館。1995年（平成7年）4月1日に開館した。

## 特色

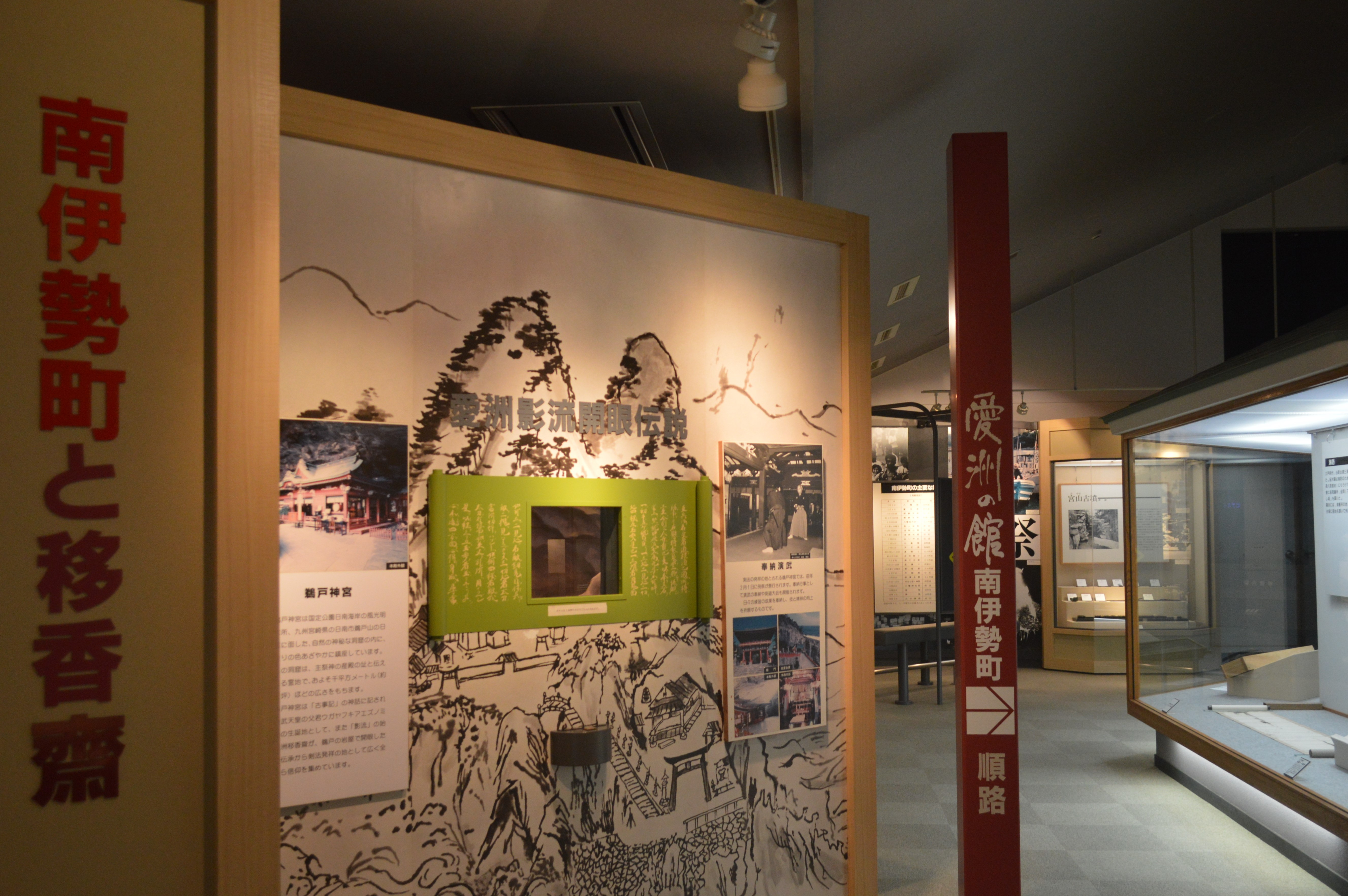
館内

五ヶ所浅間山（五ヶ所富士）の南麓には五ヶ所城跡があり、南北朝時代から戦国時代にかけて豪族の愛洲氏が居城としていたとされる。五ヶ所城跡は三重県指定史跡に指定されており、すぐ近くの五ヶ所川沿いにあるのが郷土資料館の愛洲の館である。愛洲氏一族で剣道家の愛洲久忠（愛洲移香斎）に関する展示もある。
剣道場が併設されており、愛洲移香斎杯少年剣道大会が開催される。剣道場は剣道以外の目的にも使用されている。

## 歴史

### 前史
1967年（昭和42年）頃、南勢町立穂原小学校の山本保一校長が資料館の必要性を訴えた。穂原小学校の一室に民俗資料を展示すると、1975年（昭和50年）にはこの一室が南勢町民俗資料室となった。穂原小学校の改築の際には旧五ヶ所町役場の一部に移動し、1984年（昭和59年）には建物の取り壊しのために旧穂原村役場に移動した。
1985年（昭和60年）8月4日、愛洲の館の前身となる南勢町立民俗資料館が開館した。水道課があった建物の4階を改造して資料館としたものである。

### 開館
1995年（平成7年）3月28日に竣工し、4月1日に開館した。鉄筋コンクリート構造平屋建ての床面積765 m2の建物で、総工費は2億9600万円であった。国土庁が提案したリフレッシュふるさと推進事業の補助事業として採択されている。完成式では柳生新陰流志道館長の森十郎による居合と地元の古武道家による演武が披露された。独特な社会教育施設として話題を呼んだ。

## 利用案内
- 開館時間 : 9:00 - 16:00[6]
- 休館日 : 毎週火曜日、年末年始（12/29 - 1/3）[6]
- 入館料 : 大人250円（団体200円）、高校生以下150円（団体120円）[6]

### アクセス
- JR・近鉄伊勢市駅から三重交通バス「五ヶ所バスセンター」下車後徒歩約10分[6][2]
- 伊勢自動車道玉城インターチェンジから車で30分[6]